# Красненська сільська рада (Гомельський район)
Красненська сільська рада (біл. Красненскі сельсавет) — адміністративно-територіальна одиниця на території Гомельського району Гомельської області Білорусі.

## Склад
Красненська сільська рада охоплює 6 населених пунктів:
- Забіяка — селище;
- Красне — агромістечко, центр сільради;
- Красний Богатир — селище;
- Мичуринська — агромістечко;
- Нова Мільча — село;
- Пролетарій — селище.

## Населення
Чисельність населення сільради за переписом 2009 року становить 7200 жителів.